# Memecylon oleifolium
Memecylon oleifolium är en tvåhjärtbladig växtart som beskrevs av Carl Ludwig von Blume. Memecylon oleifolium ingår i släktet Memecylon och familjen Melastomataceae. Utöver nominatformen finns också underarten M. o. laurinum.